# Сарыжыра
Сарыжыра (каз. Сарыжыра) — село в Зайсанском районе Восточно-Казахстанской области Казахстана. Входит в состав Кенсайского сельского округа. Код КАТО — 634637600.

## Население
В 1999 году население села составляло 398 человек (204 мужчины и 194 женщины). По данным переписи 2009 года, в селе проживал 251 человек (129 мужчин и 122 женщины).